# كليرمون (جورجيا)
كليرمون (بالإنجليزية: Clermont, Georgia)‏ هي بلدة تقع في مقاطعة هال، جورجيا بولاية جورجيا في الولايات المتحدة. تبلغ مساحتها 2.5 (كم²)، وترتفع عن سطح البحر 427 م، بلغ عدد سكانها 875 نسمة في عام 2010 حسب إحصاء مكتب تعداد الولايات المتحدة وتصل الكثافة السكانية فيها 167.6 نسمة/كم2.

## وصلات خارجية
- The US50 - Cities and Towns in Georgia State
- Georgia Cities and Towns, Facts, Map, Flag, Colleges, Government, and More